# Riau
Riau je jedna z provincií Indonésie. Nachází na ostrově Sumatra. Údaje o její rozloze se velmi liší v závislosti na zdroji. Včetně vodních ploch má provincie rozlohu 329 867,16 km². Žije zde přes 5 milionů obyvatel.
Hlavním a největším městem je Pekanbaru ležící v centrální části provincie. Na severozápadě sousedí Riau s provincií Severní Sumatra, na západě se Západní Sumatrou a na jihu s Jambi. Směrem na východ se nachází ostrovy Riau, které byly z provincie vyčleněny v roce 2004.
Velkou část provincie tvoří nížiny. Pobřeží omývají převážně vody Malackého průlivu.
Provincie Riau patří mezi bohaté oblasti Indonésie. Má velká ložiska nerostných surovin (ropa, zemní plyn), zdrojem bohatství je i palmový olej. Budování palmových plantáží spolu s těžbou dřeva však vede k výraznému úbytku lesů.